# Saint-Germain-les-Belles
Saint-Germain-les-Belles è un comune francese di 1 176 abitanti situato nel dipartimento dell'Alta Vienne nella regione della Nuova Aquitania.

## Società

### Evoluzione demografica
Abitanti censiti